# Ipolypásztói járás
Az Ipolypásztói járás (szlovákul Okres Pastúchovo) Csehszlovákia egyik járása volt a mai Szlovákia területén 1923-ig, székhelye Ipolypásztó (Pastúchovo, mai nevén Pastovce) volt, és Hont megyéhez (Hontianska župa) tartozott. Egykori községei 1960 óta a Lévai és az Érsekújvári járáshoz tartoznak.

## Története
Csehszlovákia létrejötte után az új állam közigazgatási beosztásának ideiglenes rendezése során Hont vármegye Szobi és Vámosmikolai járásainak csehszlovák uralom alá került részeiből új járást szerveztek, mivel mindkét járás székhelye Magyarországon maradt, székhelyül pedig a járáson belül központi elhelyezkedésű és viszonylag jó vasúti kapcsolattal rendelkező Ipolypásztót jelölték ki.
Az Ipolypásztói járás végül átmeneti közigazgatási egységnek bizonyult. Csehszlovákia közigazgatási beosztásának 1923. évi újrarendezése során községeinek északi, nagyobb részét a Lévai járás déli feléből ekkor alakult Zselizi járáshoz osztották be, míg az Ipolypásztótól és Zalabától délre fekvő nyolc község a Párkányi járás része lett.
1960 óta az északi rész a Lévai, a déli pedig az Érsekújvári járáshoz tartozik.

## Községei
Az alábbi táblázat felsorolja az Ipolypásztói járáshoz tartozott községeket, bemutatva, hogy mikor tartoztak ide, és hogy hova tartoztak megelőzően, illetve később.
| Község           | Mikortól | Honnan                | Meddig | Hova              |
| ---------------- | -------- | --------------------- | ------ | ----------------- |
| Alsófegyvernek   | 1920     | Vámosmikolai járásból | 1923   | Zselizi járáshoz  |
| Bajta            | 1920     | Szobi járásból        | 1923   | Párkányi járáshoz |
| Felsőfegyvernek  | 1920     | Vámosmikolai járásból | 1923   | Zselizi járáshoz  |
| Garamkövesd      | 1920     | Szobi járásból        | 1923   | Párkányi járáshoz |
| Garampáld        | 1920     | Vámosmikolai járásból | 1923   | Párkányi járáshoz |
| Garamsalló       | 1920     | Vámosmikolai járásból | 1923   | Zselizi járáshoz  |
| Helemba          | 1920     | Szobi járásból        | 1923   | Párkányi járáshoz |
| Hontfüzesgyarmat | 1920     | Vámosmikolai járásból | 1923   | Zselizi járáshoz  |
| Ipolybél         | 1920     | Vámosmikolai járásból | 1923   | Zselizi járáshoz  |
| Ipolykiskeszi    | 1920     | Vámosmikolai járásból | 1923   | Párkányi járáshoz |
| Ipolypásztó      | 1920     | Vámosmikolai járásból | 1923   | Zselizi járáshoz  |
| Ipolyszakállos   | 1920     | Vámosmikolai járásból | 1923   | Zselizi járáshoz  |
| Ipolyszalka      | 1920     | Szobi járásból        | 1923   | Párkányi járáshoz |
| Kisgyarmat       | 1920     | Vámosmikolai járásból | 1923   | Párkányi járáshoz |
| Kisölved         | 1920     | Vámosmikolai járásból | 1923   | Zselizi járáshoz  |
| Kispeszek        | 1920     | Vámosmikolai járásból | 1923   | Zselizi járáshoz  |
| Leléd            | 1920     | Szobi járásból        | 1923   | Párkányi járáshoz |
| Lontó            | 1920     | Vámosmikolai járásból | 1923   | Zselizi járáshoz  |
| Nagypeszek       | 1920     | Vámosmikolai járásból | 1923   | Zselizi járáshoz  |
| Szete            | 1920     | Vámosmikolai járásból | 1923   | Zselizi járáshoz  |
| Tergenye         | 1920     | Vámosmikolai járásból | 1923   | Zselizi járáshoz  |
| Zalaba           | 1920     | Vámosmikolai járásból | 1923   | Zselizi járáshoz  |